# 164
| [ Edytuj tabelę ] |                                                   |
| Cesarz Chin       | - 146 Han Huandi 168                              |
| Władca Korei      | - 146 Ch’adae 165                                 |
| Papież            | - 155 Anicet 166                                  |
| Król Partów       | - 147 Wologazes IV 191                            |
| Cesarz Rzymu      | - 161 Marek Aureliusz 180 - 161 Lucjusz Werus 169 |

Rok 164 / CLXIV
stulecia: I wiek ~
II wiek ~
III wiek

lata: 154 «
159 «
160 «
161 «
162 «
163 «
164
» 165
» 166
» 167
» 168
» 169
» 174

## Wydarzenia
- Awidiusz Kasjusz namiestnikiem rzymskiej Syrii.
- Lucylla została małżonką Lucjusza Werusa.

## Urodzili się
- Makrynus, cesarz rzymski (zm. 218).
- Pupien, rzymski senator i krótkotrwały cesarz (zm. 238).